# Guy Liddell
Guy Maynard Liddell (* 8. November 1892 in London; † 2. Dezember 1958 ebenda) war ein britischer Nachrichtendienstoffizier.

## Leben
Als talentierter Violoncellospieler plante Liddell in seiner Jugend, Berufsmusiker zu werden, und studierte Musik in Deutschland bis zum Beginn des Ersten Weltkriegs. Bis Kriegsende diente er in der Royal Field Artillery und wurde mit dem Military Cross ausgezeichnet. Ab 1919 arbeitete er für die Special Branch der Londoner Polizei, die eng mit dem Inlandsnachrichtendienst MI5 kooperierte. Im Oktober 1931 wechselte er zu MI5 und wurde stellvertretender Leiter der Division B, zuständig für Spionageabwehr. Zunächst als Experte für russische Subversion eingesetzt, ließ er gegen Ende der 1930er auch die Aktivitäten faschistischer Gruppierungen wie Oswald Mosleys British Union of Fascists und Archibald Ramsays „Right Club“ unter Beobachtung stellen. 1940 wurde er zum Direktor der Division B ernannt, dieses Amt behielt er bis Kriegsende.
Während der Kriegsjahre trug Liddell die Verantwortung für den Aufbau und die Durchführung des „Double-Cross-Systems“: Jahrelang wurden nach Großbritannien eingeschleuste deutsche Spione enttarnt, verhaftet und in zahlreichen Fällen „umgedreht“, um mit manipulierten Informationen ihre deutschen Auftraggeber zu täuschen (double cross). Als größter Erfolg des Double-Cross-Systems gilt die Irreführung Hitlers und des Oberkommandos der Wehrmacht über den Angriffspunkt der alliierten Invasion am 6. Juni 1944. Noch Wochen später wurde auf deutscher Seite die Landung in der Normandie nur als Ablenkungsmanöver eingeschätzt, erwartet wurde stattdessen ein späterer Hauptangriff an der Kanalküste bei Calais.
Nach dem Krieg, von 1945 bis 1952, war Liddell stellvertretender Generaldirektor von MI5. Seine langjährigen Kontakte mit den Sowjetspionen Guy Burgess und Anthony Blunt verhinderten seine weitere Beförderung, obwohl eine später durchgeführte  Untersuchung ergab, dass er von ihrer Spionagetätigkeit nie gewusst hatte.
Verheiratet war Liddell seit 1926 in wenig glücklicher Ehe mit Calypso Baring, der Tochter von Cecil Baring, 3. Baron Revelstoke. Nachdem sie sich von ihm getrennt hatte und mit den gemeinsamen vier Kindern in die USA gezogen war, ließ sich das Paar 1943 scheiden.
2005 gab die britische Regierung die Veröffentlichung von Liddells Tagebüchern frei, die er während seiner Amtsjahre geführt hatte und die unter dem Decknamen  „Wallflowers“ jahrzehntelang ein gut gehütetes MI5-Geheimnis gewesen waren.